# Südlicher Laternenhai
Der Südliche Laternenhai (Etmopterus granulosus) ist eine Art der Gattung Etmopterus innerhalb der Laternenhaie.
Die Art erreicht eine maximale Körperlänge von etwa 60 cm und lebt vor den südlichen Küsten Lateinamerikas, zwischen den Breitengraden 29° S und 59° S, in Meerestiefen zwischen 220 und 1460 Metern. Der südliche Laternenhai gehört zu den ovoviviparen Tieren, mit 10 bis 13 Nachkommen in einem Wurf. Die Länge bei der Geburt beträgt ca. 18 cm.

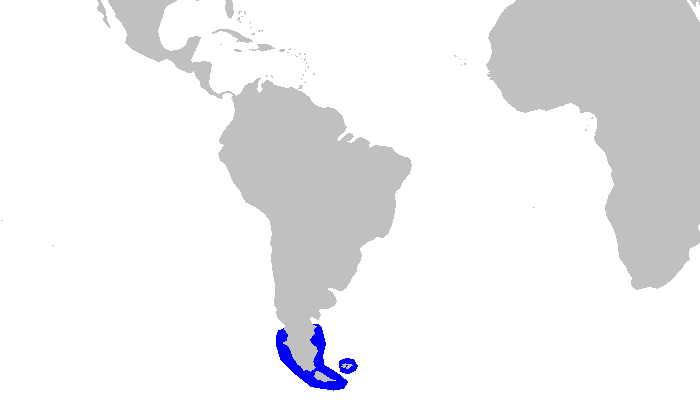
Verbreitungsgebiet des südlichen Laternenhais

Zu den Parasiten des südlichen Laternenhais, die vor Chile untersucht wurden, gehören: Hakensaugwürmer, Saugwürmer, Bandwürmer, Fadenwürmer und Ruderfußkrebse.
Im Jahr 2018 stufte das neuseeländische Naturschutzministerium E. granulosus als „nicht bedroht“ ein. Der südliche Laternenhai wird auch von der IUCN als „nicht bedroht“ klassifiziert.
Der südliche Laternenhai verfügt über die Fähigkeit der Biolumineszenz, die vor allem im Bauchraum sichtbar ist.